# Hyophila subcrenulata
Hyophila subcrenulata là một loài Rêu trong họ Pottiaceae. Loài này được (Müll. Hal.) Paris mô tả khoa học đầu tiên năm 1900.